# Боре (Парма)
Боре је насеље у Италији у округу Парма, региону Емилија-Ромања.
Према процени из 2011. у насељу је живело 326 становника. Насеље се налази на надморској висини од 849 м.